# Cutey Honey Flash (film)
Pour plus de détails, voir Fiche technique et Distribution.
Cutey Honey Flash est un dessin animé, suite de la série télévisée Cutey Honey Flash, sorti en 1997. 

## Fiche technique
- Titre : Cutey Honey Flash
- Scénario : Ryōta Yamaguchi d'après le manga de Yukako Iisaka sur la base des personnages de Gō Nagai
- Musique : Toshihiko Sahashi
- Photographie : Yukio Katayama
- Montage : Yasuhiro Yoshikawa
- Composition des personnages : Miho Shimagasa
- Société de production : Dynamic Planning, Toei Animation, TV Asahi
- Pays :  Japon
- Genre : Animation, action et science-fiction
- Durée : 38 minutes
- Date de sortie :  Japon : 12 juillet 1997

## Distribution des voix

### Version japonaise
- Ai Nagano : Honey Kisaragi / Cutey Honey
- Akira Kamiya : Dr. Takeshi Kisaragi
- Chiho Ohkawa : Sister Jill
- Rumi Watanabe : Panther Zora
- Susumu Chiba : Seiji Hayami